# Mikołaj (Czaszyn)
Mikołaj, imię świeckie Siergiej Nikołajewicz Czaszyn (ur. 28 kwietnia 1972 w Komsomolskim) – rosyjski biskup prawosławny.

## Życiorys
Urodził się w rodzinie urzędniczej. Jego matka Irina Czaszyna w 1993 wstąpiła do monasteru i została następnie ihumenią monasteru Narodzenia Matki Bożej w Jużno-Ussuryjsku pod imieniem Barbara. Młodszy brat Nikołaj (imię mnisze: Sergiusz) jest biskupem sołnecznogorskim, zaś siostra, mniszka Olimpiada, przebywa w monasterze Opieki Matki Bożej w Chot ´kowie.
W latach 1990–1992 odbywał służbę wojskową. Następnie przez cztery lata działał w bractwie Świętych Borysa i Gleba w Tutajewie. Od jesieni 1996 uczestniczył w budowie męskiego monasterze św. Michała Archanioła w Kozysze. 6 października 1996 złożył wieczyste śluby mnisze przed biskupem nowosybirskim Sergiuszem, przyjmując imię Mikołaj na cześć św. Mikołaja Cudotwórcy. 8 i 15 grudnia 1996 w soborze Wniebowstąpienia Pańskiego w Nowosybirsku ten sam hierarcha udzielił mu kolejno święceń diakońskich i kapłańskich. Od 1997 do 2010 kierował jako przełożony monasterem Opieki Matki Bożej w Zawiałowie, od 2000 jako igumen. W latach 1998–2004 w trybie zaocznym uczył się w moskiewskim seminarium duchownym, następnie przez sześć lat w Moskiewskiej Akademii Duchownej.
W sierpniu 2010 został proboszczem parafii Zaśnięcia Matki Bożej we Władywostoku, w listopadzie tego samego roku także dziekanem dekanatu centralnego eparchii władywostockiej.
22 marca 2011 Święty Synod Rosyjskiego Kościoła Prawosławnego wyznaczył go na biskupa zwienigorodzkiego, wikariusza eparchii moskiewskiej. 10 kwietnia 2011 duchowny otrzymał godność archimandryty. Chirotonia biskupia odbyła się 17 kwietnia 2011 w soborze Chrystusa Zbawiciela w Moskwie pod przewodnictwem patriarchy moskiewskiego i całej Rusi Cyryla, z udziałem metropolitów krutickiego i kołomieńskiego Juwenaliusza, sarańskiego i mordowskiego Warsonofiusza, arcybiskupów istrińskiego Arseniusza, władywostockiego i nadmorskiego Beniamina, wieriejskiego Eugeniusza, jegoriewskiego Marka, biskupów dmitrowskiego Aleksandra, zarajskiego Merkuriusza, bronnickiego Ignacego, sołnecznogorskiego Sergiusza, podolskiego Tichona oraz rybińskiego Beniamina. 29 maja 2011 objął jako ordynariusz zarząd eparchii salechardzkiej.
W 2016 podniesiony do godności arcybiskupa.